# John Cacioppo
John Cacioppo (Marshall, Texas; 12 de junio de 1951-5 de marzo de 2018) fue un investigador, neurocientífico y psicólogo estadounidense. Junto con Gary Berntson, es considerado el pionero de la disciplina científica denominada neurociencia social.
Fue director del Centro Cognitivo de Neurociencia Social de la Universidad de Chicago, donde también trabajó como profesor. En septiembre de 2007 fue elegido presidente de la Association for Psychological Science (Asociación para la Ciencia Psicológica).

### Coautor
- Attitudes & Persuasion: Classic & Contemporary Approaches (1981)
- Communication & Persuasion: Central & Peripheral Routes to Attitude Change (1986)
- Emotional Contagion - Studies in Emotion & Social Interaction (1993)
- Social Neuroscience: Key Readings in Social Psychology (2004)
- Loneliness: Human Nature & the Need for Social Connection (2008)

### Editor
- Perspectives in Cardiovascular Psychophysiology (1982)
- Social Psychophysiology: A Sourcebook (1983)
- Principles of Psychophysiology: Physical, Social and Inferential Elements (1990)
- Foundations in Social Neuroscience (2002)
- Essays in social neuroscience (2004)
- Social Neuroscience: People Thinking About Thinking People (2005)
- Handbook of Psychophysiology (2007)